# Дудаченський
Дудаченський (рос. Дудаченский) — селище у Фроловському районі Волгоградської області Російської Федерації.
Населення становить 576  осіб. Входить до складу муніципального утворення Дудаченське сільське поселення.

## Історія
Селище розташоване у межах українського історичного та культурного регіону Жовтий Клин.
Селище засноване 1880 року.
Згідно із законом від 14 лютого 2005 року № 1002-ОД органом місцевого самоврядування є Дудаченське сільське поселення.

## Населення
| 2002 | 2010 |
| ---- | ---- |
| 561  | ↗576 |